# Becherov
Becherov é um município da Eslováquia, situado no distrito de Bardejov, na região de Prešov. Tem 19,09 km² de área e sua população em 2018 foi estimada em 287 habitantes.

## Demografia
| Ano:        | 1994 | 2004   | 2014   | 2024   |
| ----------- | ---- | ------ | ------ | ------ |
| Broj ljudi: | 294  | 285    | 279    | 275    |
| Razlika:    |      | -3,06% | -2,10% | -1,43% |

| Ano:               | 2023 | 2024   |
| ------------------ | ---- | ------ |
| Número de pessoas: | 276  | 275    |
| Diferença:         |      | -0,36% |